# Zamek Rihemberk
Zamek Rihemberk zwany też Zamkiem Branik – zamek, położony w pobliżu miejscowości Branik, w zachodniej Słowenii.

## Historia
Zbudowany w XIII wieku.
Nazwa Rihemberk jest połączeniem niemieckich słów Riffe („grzbiet”) i Berg („góra”). Męska linia Rihemberg wyginęła w 1371 roku. Od 1500 roku zamek przeszedł w ręce Habsburgów. W 1944 roku został wysadzony w powietrze i spalony przez partyzantów. Od lat 80 XX-wieku odrestaurowywany.

## Architektura
Romańskie fundamenty zamku są nadal widoczne w niektórych miejscach. Centralnym elementem zamku jest XIII-wieczna okrągła warownia, wokół której później opracowano znaczny barokowy trakt mieszkalny, wszystkie otoczone renesansowymi murami obronnymi i XVI-wiecznymi narożnymi wieżyczkami. Starsze budowle zawierają elementy gotyckie, zwłaszcza kaplicę zamkowa.
Budynek nabrał obecnego kształtu na przełomie XVII i XVIII wieku, kiedy został przekształcony w barokową rezydencję. Znaczące przebudowy przeprowadzono także w XIX wieku.
Częściowo zachowany murowany ogród zajmował niegdyś południowy stok pod zamkiem. Styl bramy wjazdowej sugeruje, że ogród należy do okresu baroku zamku.